# Gerald Jay Sussman
Pour les articles homonymes, voir Sussman.
Gerald Jay Sussman, né le 8 février 1947, est un spécialiste en intelligence artificielle. Au début du XXIe siècle, il est professeur de génie électrique au Massachusetts Institute of Technology (MIT).

## Biographie
Il a reçu un Bachelor of Science en 1968 et un doctorat (Ph.D.) en mathématiques en 1973.
Il est impliqué dans la recherche en intelligence artificielle depuis 1964. Ses recherches se concentraient sur la compréhension des stratégies de résolution de problèmes utilisées par les scientifiques et les ingénieurs, dans le but d'automatiser une partie du processus, de le formaliser, afin de fournir des méthodes d'enseignement plus efficaces dans le domaine de la science et de l'ingénierie. 
Il comprit très rapidement que les idées issues de l'intelligence artificielle pouvaient être appliquées au domaine de la conception assistée par ordinateur.
Sussman est un membre de l'Institute of Electrical and Electronics Engineers (IEEE), de la National Academy of Engineering (NAE), de l'American Association for Artificial Intelligence (AAAI), de l'Association for Computing Machinery (ACM), de l'American Association for the Advancement of Science (AAAS), de la New York Academy of Sciences (NYAS) et de l'Académie des sciences américaine.

## Travaux
Outre l'intelligence artificielle, Sussman a travaillé dans le domaine des langages de programmation, de l'architecture des ordinateurs et dans la conception de circuits intégrés VLSI.
Sussman et son ancien étudiant Guy L. Steele Jr. inventent le langage de programmation Scheme en 1974.
Il développa avec ses étudiants des outils sophistiqués de conception assistée par ordinateur pour les circuits VLSI.
Steele fabriqua la première puce Scheme entre 1979 et 1981. Les techniques et l'expérience acquise servirent à la conception d'ordinateurs spécialisés dans certaines tâches.

### Digital Orrery
Sussman fut le principal concepteur du Digital Orrery (planétarium électronique), une machine conçue pour faire du calcul intégral de haute précision dans le domaine de la simulation de la mécanique céleste.
La machine fut pensée et construite en quelques mois par un petit groupe de personnes, en utilisant des simulations et des outils de compilation basés sur l'intelligence artificielle.
Utilisant le Digital Orrery, Sussman travailla avec Jack Wisdom à la recherche de traces numériques du mouvement chaotique des planètes situées au-delà de la ceinture d'astéroïdes (Jupiter, Saturne, Uranus, Neptune,Pluton).
Le Digital Orrery est à présent conservé à la Smithsonian Institution à Washington, D.C..

### Supercomputer Toolkit
Il supervisa également la conception du Supercomputer Toolkit, un autre ordinateur multiprocesseur, optimisé pour faire évoluer des systemes d'équation différentiels ordinaires.
Le Supercomputer Toolkit fut utilisé par Sussman et Wisdom pour confirmer et étendre les découvertes faites par le Digital Orrey à l'ensemble du système solaire.

### Enseignement
Sussman est le coauteur (avec Hal Abelson et Julie Sussman) du texte d'introduction à l'informatique du MIT. Ce livre, Structure and Interpretation of Computer Programs, a été traduit en français, en allemand, polonais, chinois et japonais. Pour sa contribution à l'enseignement dans le domaine de la science informatique, Sussman reçoit en 1990 la Karl Karlstrom Outstanding Educator Award et la Amar G. Bose award for teaching en 1991.